# Les Dimanches de Jean Dézert
Les Dimanches de Jean Dézert est un roman de Jean de La Ville de Mirmont, et le seul livre publié par son auteur, en février 1914, quelques mois avant la déclaration de la Première Guerre mondiale où l'écrivain trouve la mort, le 28 novembre 1914. 

## Résumé
LE roman évoque avec une ironie désespérée la vie routinière du personnage principal, âgé de 27 ans, employé au « ministère de l'Encouragement au bien (direction du matériel) ».
Le narrateur évoque la capacité du personnage à se fondre dans un anonymat absolu. Il ne présente aucun signe particulier en effet.

## Analyse
François Mauriac publie une analyse du livre dans les Cahiers de l'Amitié de France du 15 juillet 1914.

## Adaptation
L'ouvrage a fait l'objet d'une adaptation au théâtre et au cinéma.

## Éditions modernes
- Jean de La Ville de Mirmont (préf. Dominique Joubert), Les Dimanches de Jean Dézert, Paris, Quai Voltaire, 1994 (ISBN 978-2-87653-200-7)
- Jean de La Ville de Mirmont (préf. François Mauriac), Les Dimanches de Jean Dézert, Paris, La Table Ronde, coll. « La petite vermillon », 1998, 112 p. (ISBN 978-2-7103-0848-5)
- Jean de La Ville de Mirmont, Les Dimanches de Jean Dézert, Grenoble, Cent Pages, 2011, 183 p. (ISBN 978-2-916390-05-5) (avec une préface de Arthur Bernard)